# Tanuetheira
Tanuetheira là một chi bướm ngày thuộc họ Lycaenidae.